# Grigore Alexandru Ghica
Grigore Ghica (Botoșani, c. 1807-Meudon, 1857) fue un político moldavo, señor de Moldavia a mediados del siglo XIX.

## Biografía
Nacido en Botoșani, según la fuente en 1804 o el 25 de agosto de 1807, entró muy joven en el ejército y en 1826 se convirtió en comandante general de las milicias. Más adelante fue nombrado secretario de Estado en 1842 y ministro de Finanzas en 1843. Después de la caída de Mihail Sturdza, la Puerta le nombró señor de Moldavia en 1849 tras el tratado de Balta-Liman. Contribuyó mucho, según Rosetti, al desarrollo del espíritu nacional, fomentó la literatura y abrió escuelas. Tras la nueva ocupación rusa, se marchó del país en 1853.
Al regresar a Iași después de que los rusos abandonaron Moldavia, se puso a la cabeza de reformas como emancipación de los gitanos (1855) y la abolición de la censura de prensa (1856). Cumplido el mandato de siete años, fue sustituido por la caimacam de tres y partió hacia París. Se suicidó en la localidad francesa de Meudon el 26 de agosto de 1857.